# Andreas Kirchner
Andreas Kirchner   (Erlbach-Kirchberg, 17 d'agost de 1953 - Suhl, 10 de novembre de 2010) fou un pilot de bob alemany que va competir sota bandera de la República Democràtica Alemanya durant la dècada de 1980.
El 1980 va prendre part en els Jocs Olímpics d'Hivern de Lake Placid, on guanyà la medalla de bronze en la prova de bobs a quatre del programa de bob. Formà equip amb Horst Schönau, Roland Wetzig i Detlef Richter. Quatre anys més tard, als Jocs de Sarajevo, guanyà la medalla d'or en la mateixa prova. En aquesta ocasió compartí equip amb Wolfgang Hoppe, Roland Wetzig i Dietmar Schauerhammer.
En el seu palmarès també destaca una medalla de plata i una de bronze al Campionat del món de bob.